# Aneflomorpha cazieri
Aneflomorpha cazieri är en skalbaggsart som beskrevs av Chemsak 1962. Aneflomorpha cazieri ingår i släktet Aneflomorpha, och familjen långhorningar. Inga underarter finns listade i Catalogue of Life.